# Campionati europei di atletica leggera 2002 - Maratona femminile

## Podio
| #       | Atleta          | Nazionalità | Tempo     |
| ------- | --------------- | ----------- | --------- |
| Oro     | Maria Guida     | Italia      | 2h 26'05" |
| Argento | Luminita Zaituc | Germania    | 2h 26'58" |
| Bronzo  | Sonja Oberem    | Germania    | 2h 28'45" |

## Record
Prima di questa competizione, il record del mondo (RM), il record europeo (EU) ed il record dei campionati (RC) sono i seguenti:
| Record                | Prestazione | Atleta                      | Data                                | Competizione                                |
| --------------------- | ----------- | --------------------------- | ----------------------------------- | ------------------------------------------- |
| Record mondiale       | 2h 18'47"   | Catherine Ndereba Kenya     | 7 ottobre 2001 Chicago, Stati Uniti |                                             |
| Record europeo        | 2h 21'06"   | Ingrid Kristiansen Norvegia | 21 aprile 1985 Londra, Regno Unito  |                                             |
| Record dei campionati | 2h 27'10"   | Manuela Machado Portogallo  | 1998 Budapest, Ungheria             | Campionati europei di atletica leggera 1998 |

## Programma
| Data           | Turno  |
| -------------- | ------ |
| 10 agosto 2002 | Finale |

## Risultati

### Finale
10 agosto 2002
| Posizione                   | Atleta                    | Paese       | Tempo   | Note |
| --------------------------- | ------------------------- | ----------- | ------- | ---- |
| Oro                         | Maria Guida               | Italia      | 2:26:05 | CR   |
| Argento                     | Luminita Zaituc           | Germania    | 2:26:58 |      |
| Bronzo                      | Sonja Oberem              | Germania    | 2:28:45 |      |
| 4                           | Jane Salumäe              | Estonia     | 2:33:46 |      |
| 5                           | Rosaria Console           | Italia      | 2:35:23 |      |
| 6                           | Nadezhda Wijenberg        | Paesi Bassi | 2:36:06 |      |
| 7                           | Marie Söderström-Lundberg | Svezia      | 2:36:13 |      |
| 8                           | Ulrike Maisch             | Germania    | 2:36:41 |      |
| 9                           | Annemette Jensen          | Danimarca   | 2:37:27 |      |
| 10                          | Judit Földing-Nagy        | Ungheria    | 2:37:33 |      |
| 11                          | Anna Pichrtová            | Rep. Ceca   | 2:37:39 |      |
| 12                          | Giovanna Volpato          | Italia      | 2:38:15 |      |
| 13                          | Irina Timofeyeva          | Russia      | 2:40:11 |      |
| 14                          | Tatyana Zolotaryova       | Russia      | 2:41:29 |      |
| 15                          | Dagmar Rabensteiner       | Austria     | 2:41:39 |      |
| 16                          | Lidiya Vasilevskaya       | Russia      | 2:44:28 |      |
| 17                          | Melanie Kraus             | Germania    | 2:44:56 |      |
| 18                          | Susanne Johansson         | Svezia      | 2:47:11 |      |
| 19                          | Fatima Silva              | Portogallo  | 2:47:28 |      |
| 20                          | Irina Safarova            | Russia      | 2:49:21 |      |
| 21                          | Karin Schon               | Svezia      | 2:49:57 |      |
| NON FINISCONO LA GARA (DNF) |                           |             |         |      |
| —                           | Marleen Renders           | Belgio      | DNF     |      |
| —                           | Valentina Delion          | Moldavia    | DNF     |      |
| —                           | Nuţa Olaru                | Romania     | DNF     |      |
| —                           | Alina Ivanova             | Russia      | DNF     |      |
| SQUALIFICATE (DSQ)          |                           |             |         |      |
| —                           | Chantal Dallenbach        | Francia     | DQ      |      |